# توني هانسون
توني هانسون (20 أكتوبر 1955 في الولايات المتحدة - 25 نوفمبر 2018) (بالإنجليزية: Tony Hanson)‏ هو لاعب كرة سلة أمريكي في مركز مدافع مسدد الهدف. لعب مع يوتا جاز ويوكون هسكيز للرجال ‏.

## وصلات خارجية
- توني هانسون على موقع سبورتس رفرنس (الإنجليزية)
- توني هانسون على موقع كلية كرة السلة في سبورتس رفرنس.كوم (الإنجليزية)
- توني هانسون على موقع ريلجم (الإنجليزية)